# Pete Hegseth
Peter Brian Hegseth (* 6. června 1980 Minneapolis) je americký televizní moderátor, spisovatel a ministr obrany Spojených států amerických ve druhé vládě Donalda Trumpa. Od roku 2014 působí jako politický komentátor Fox News a v letech 2017–2024 spolumoderoval pořad Fox & Friends.
Hegseth je politicky aktivní již od dob svých studií na Princetonské univerzitě. V prezidentských volbách v roce 2016 podpořil Donalda Trumpa, který jej po výhře ve volbách jmenoval svým příležitostným poradcem. Mimo jiné byl zvažován na post ministra pro záležitosti veteránů, který nakonec připadl Davidu Shulkinovi. V listopadu 2024 zvolený prezident Trump oznámil, že hodlá Hegsetha nominovat na post ministra obrany. Dne 24. ledna 2025 byl schválen Senátem Spojených států amerických na post ministra obrany v poměru 51–50, přičemž rozhodující hlas měl viceprezident J. D. Vance. Jedná se o teprve druhé hlasování na post ministra, při kterém měl rozhodující hlas viceprezident.

## Mládí a vzdělání
Narodil se 6. června 1980 v Minneapolis v Minnesotě do rodiny Briana a Penny Hegsethových. Jeho otec byl basketbalový trenér. Oba jeho rodiče jsou norského původu. Vyrůstal ve Forest Lake, kde také navštěvoval střední školu. Hrál ve školním fotbalovém a basketbalovému týmu a odmaturoval v roce 1999.
V roce 2003 získal titul Bachelor of Arts v oboru politika na Princetonské univerzitě. Během studií psal pro univerzitní časopis The Princeton Tory a hrál za univerzitní basketbalový tým Tigers. V roce 2013 získal titul Master of Public Policy na Harvardově univerzitě.

## Kariéra
Po absolvování Princetonské univerzity v roce 2003 nastoupil do společnosti Bear Stearns jako analytik kapitálových trhů. Během vojenské služby byl povolán na námořní základnu v zátoce Guantánamo a sloužil ve válce v Afghánistánu a ve válce v Iráku.

## Politické názory
Jeho politické názory jsou označovány za křesťansko-nacionalistické. Ve své knize American Crusade: Our Fight to Stay Free napsal: „V Americe existují nesmiřitelné rozdíly mezi levicí a pravicí, které vedou k neustálým konfliktům, jež nelze vyřešit politickým procesem“. Vyzval k „americké křížové výpravě“, kterou označil za „svatou válku za spravedlivou věc lidské svobody“. Vyjádřil také myšlenku, že USA jsou ústavní republikou, a nikoliv demokracií. V rozhovoru z května 2024 řekl: „Demokracie, demokracie, braňte demokracii. Víte, čím naši zakladatelé nechtěli, abychom byli? Demokracií.“

### Pandemie covidu-19
V únoru 2020 prohlásil: „Demokraté si přejí, aby se covid-19 rozšířil. Přejí si, aby se problém ještě zhoršil“. Následující měsíc vyzval zdravé lidi, aby se nakazili virem za účelem vytvoření si imunity. Naznačil, že Omicron, variantu viru SARS-CoV-2, vymysleli demokraté.

### Útok na Kapitol USA
V reakci na útok na Kapitol ze 6. ledna 2021 hájil útočníky jako vlastence, kteří „se znovu probudili a uvědomili si, co levice způsobila zemi“. Zastal se také Jakea Angeliho, který byl za svou účast na útoku odsouzen ke 41 měsícům vězení.

### Zahraniční otázky
Je hlasitým kritikem NATO, kterou popisuje jako „zastaralou, napadenou a bezmocnou“. Kriticky se vyjádřil také k americké vojenské pomoci Ukrajině.
V rozhovoru z roku 2016 označil Izraelce za „Bohem vyvolený národ“. V říjnu 2018 vystoupil na konferenci stanice Aruc ševa, kde prohlásil, že „neexistuje žádný důvod, proč by zázrak obnovení Jeruzalémského chrámu na Chrámové hoře nebyl možný“. V témže roce také řekl: „Sionismus a amerikanismus jsou přední línií západní civilizace a svobody v dnešním světě.“
Hegseth označil íránskou vládu za „zlý režim“. V lednu 2020 chválil Donalda Trumpa za jeho rozhodnutí provést atentát na Kásima Solejmáního. Mimo jiné vyzval Trumpa, aby bombardoval Írán, včetně jeho kulturních památek, pokud se v nich nachází zbraně. Vyjádřil se také k čínské armádě, která je podle něj „vyvinuta tak, aby porazila Spojené státy americké“.

## Soukromý život
Poprvé se oženil v roce 2004 s Meredith Schwarz. Manželství bylo rozvedeno v roce 2009.
V roce 2010 se oženil se Samanthou Deering. Mají spolu tři děti. V srpnu 2017 měl mimomanželský vztah s výkonnou producentkou Fox Jennifer Rauchet, ze kterého vzešla dcera. S Deering se rozvedl téhož měsíce. Hegseth a Rauchet se vzali v srpnu 2019.

## Kontroverze

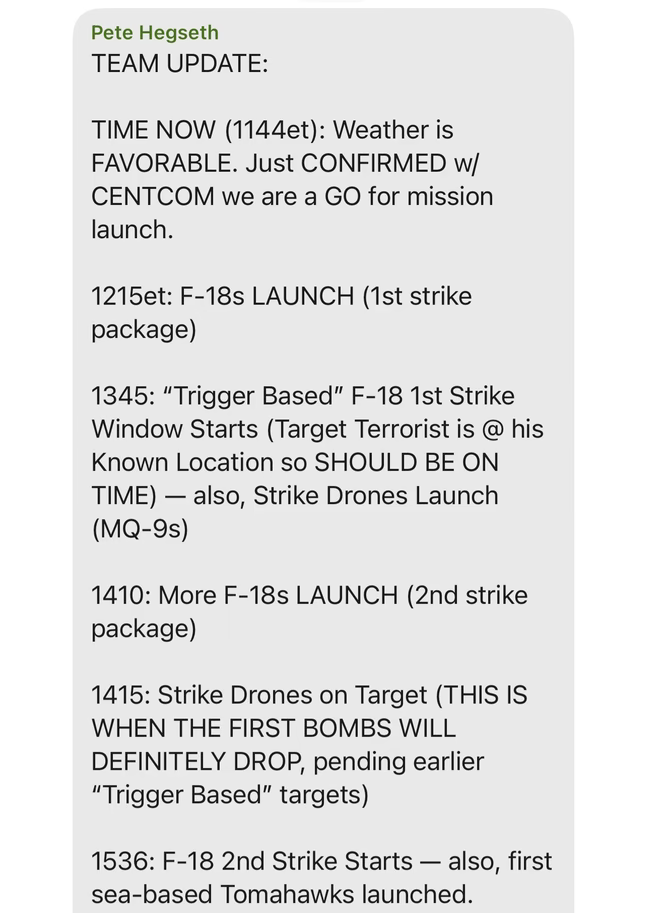
Aféra Signalgate

### Obvinění ze sexuálního napadení
V říjnu 2017 byl obviněn ze sexuálního napadení, přičemž veškerá obvinění odmítl.

### Únik tajných informací
Byl jedním z účastníků Aféry „Signalgate“, která v březnu roku 2025 odhalil závažné nedostatky v bezpečnosti komunikace v administrativě prezidenta Donalda Trumpa. V chatovací skupině aplikace Signal diskutovali o evropských spojencích a citlivých vojenských operacích, konkrétně o plánovaných útocích na Íránem podporované povstalce Hútie v Jemenu, a sdíleli podrobnosti o cílech, použitých zbraních a časech útoků.
Krátce poté vyšlo najevo, že si o útoku na Jemen založil vlastní chatovací skupinu, kde přípravy probíral např. se svou manželkou nebo zahraničními představiteli, kteří nedisponovali bezpečnostní prověrkou.

### Působení na ministerstvu obrany
Podle deníku The Washington Post Hegseth od svého nástupu do funkce amerického ministra obrany opakovaně vyhrožuje a vyvíjí tlak na americké generály a další armádní činitele, po kterých mj. požadoval, aby se podrobili výslechům na detektoru lži.